# (5974) 1991 UZ2
Az (5974) 1991 UZ2 a Naprendszer kisbolygóövében található aszteroida. Ueda és Kaneda fedezte fel 1991. október 31-én.